# Juan Berrio
Juan Berrio es un historietista, fotógrafo e ilustrador español, nacido en Valladolid en 1964. Promotor del cómic independiente y costumbrista, trabaja también como ilustrador de libros infantiles y de texto, publicidad y revistas. Todos los años publica un personal calendario. 

## Biografía
Para la revista "Humo" inició la serie Cuentos tontos, que luego continuaría en otros fanzines y revistas como "NSLM, "Una casa para siempre" y "Barsowia".
En septiembre de 2006 y en el suplemento "Exit" de "El Periódico" empezó a publicar su tira de prensa La tirita, centrada en el mundo infantil de Pau y Ona, sus dos pequeños protagonistas.
En 2009 publicó "Calles contadas", centrado en anécdotas de la vida urbana, y su primer libro infantil escrito e ilustrado por él, El Castaño (MacMillan). También participa en el Festival Solidario, ilustrando una taza inspirada en Los amantes del Círculo Polar de Julio Medem.
En enero de 2012 su obra "Miércoles", centrado en el día a día de una comunidad de vecinos, recibió el V Premio Fnac-Sins Entido de Novela Gráfica, dotado con diez mil euros y la publicación de su obra, prevista para otoño de 2012.

## Obra
Recopilaciones
- 2003: A saltos (Undercomic)
- 2004: Aritmética ilustrada. (Astiberri Ediciones)
- Dentro de nada (Astiberri Ediciones)
- 2004: Siempre la misma historia, con historietas nuevas y la participación de Lorenzo Gómez, Manolo Hidalgo, Miguel B. Núñez, Santiago Sequeiros, Fermín Solís y Sandra Uve (Astiberri Ediciones)
- 2010: La tirita (Dibbuks)